# Alfredo Acton
Alfredo Acton (Castellammare di Stabia, Campania, 1867. szeptember 12. - Nápoly, 1934. március 26.) olasz tengerész, admirális. Többször az Olasz Királyi Haditengerészet főparancsnoka és vezérkari főnöke. 1927-től az olasz parlament szenátora.

## Élete
Alfredo Acton tengernagy 1867. szeptember 12-én született a campaniai Castellammare di Stabia városában, nemesi családban. Apja, Ferdinando olasz miniszter és szenátor volt. Ifjúkorában a nápolyi tengerészeti iskolában tanult és csatlakozott hazája haditengerészetéhez. Részt vett az 1885-ös afrikai hadjáratban, a bokszerlázadás elleni hadjáratban, az 1911-es olasz-török háborúban. Az első világháborúban mint tengernagyként harcolt. 1917. május 15-én, az Otrantói-szorosban vívott tengeri ütközetben a számbelileg kisebb osztrák-magyar hadiflotta Horthy Miklós sorhajókapitány parancsnoksága alatt csúfos vereséget mért az admirális által vezetett olasz, francia és brit flottára.
A háború után többször is betöltötte a haditengerészet főparancsnoki és vezérkarfőnöki székét. 1927. december 18-ától az olasz parlamentben szenátor volt, egészen haláláig. 1934. február 10-étől államminiszterként dolgozott. Az admirális 1934. március 26-án hunyt el Nápolyban. Élete során több kitüntetést is kapott, többek közt a francia Becsületrendet és a Savoyai Lovagrend tagságát.